# Koukkujärvi (Tärendö socken, Norrbotten)
Koukkujärvi är en sjö i Pajala kommun i Norrbotten och ingår i Kalixälvens huvudavrinningsområde.